# ロナン・オーラ
ロナン・オーラ（英語: Ronan O'Hora、1964年 - ）は、イギリスのピアニスト。

## 略歴
1964年、マンチェスターで生まれた。同地の王立北部音楽大学でリシャルト・バクストに師事した。ロンドン交響楽団、フィルハーモニア管弦楽団、BBC交響楽団等と協演。ヨーロッパをはじめ米国、カナダ、オーストラリア、南アフリカなどで演奏活動の輪をひろげていった。
EMI、ヴァージン・レコード、Tring等のレーベルで30以上の音源を録音しているが、特にロイヤル・フィルハーモニー管弦楽団の多くの自主制作盤が日本では有名である。派手さはないが、繊細で技巧に富む演奏が特徴。教育者としては、現在王立北部音楽大学、チータム音楽学校、ギルドホール音楽演劇学校の教授をつとめている。